# John Njenga
John Njenga (ur. 25 grudnia 1928 w Tigoni, zm. 4 listopada 2018 w Nairobi) – kenijski duchowny rzymskokatolicki, w latach 1988–1990 biskup i 1990–2005 arcybiskup Mombasy.

## Życiorys
Święcenia kapłańskie przyjął 17 lutego 1957. 19 października 1970 został prekonizowany biskupem Eldoret. Sakrę biskupią otrzymał 22 listopada 1970. 25 października 1988 został mianowany biskupem Mombasy, a 21 maja 1990 arcybiskupem. 1 kwietnia 2005 przeszedł na emeryturę.